# Nicholas Lang
Nicholas Lang (* 23. dubna 1997 Brno) je český lední hokejista.
Nicholas Lang se narodil 23. dubna 1997 v Brně. Hráčskou kariéru začal v roce 2011 v HC Prostějov. První větší zkušenost se zámořským hokejem získal v kanadském klubu Bradford Rattlers, kde působil l sezónách 2015/2016 a 2016/2017. Mezi lety 2017 a 2018 pak hrál za kanadský klub North Shore Knights. Během sezóny 2019/2020 hrál v turecké lize v klubu Gümüs Patenler SK a stal se tak jedním ze dvou Čechů hrajících v této soutěži. Sezónu zakončil na šestém místě v žebříčku produktivity a byl na pozici hrajícího trenéra celku. Působil v litevském klubu Baltu Ainiai Kaunas. Hrál za Bulharský klub HK CSKA Sofia a nyní si jako první Čech zahraje egyptskou ligu.